# Poljice Čičevo (Trebinje)
Pour les articles homonymes, voir Poljice Čičevo.
Poljice Čičevo (en serbe cyrillique : Пољице Чичево) est un village de Bosnie-Herzégovine. Il est situé sur le territoire de la ville de Trebinje et dans la république serbe de Bosnie. Selon les premiers résultats du recensement bosnien de 2013, il ne compte plus aucun habitant.
Avant la guerre de Bosnie-Herzégovine, le village faisait entièrement partie de la municipalité de Trebinje ; après la guerre, son territoire a été partiellement rattaché à la municipalité de Ravno, nouvellement recréée et intégrée à la fédération de Bosnie-et-Herzégovine.

## Géographie
Le village est entouré par les localités suivantes :
|         | Lapja                       |            |
| Ljekova | Poljice Čičevo              | Kremeni Do |
|         | Municipalité de Ravno, FBiH |            |

## Démographie

### Évolution historique de la population dans la localité
| 1948 | 1953 | 1961 | 1971 | 1981 | 1991 | 2013 |
| ---- | ---- | ---- | ---- | ---- | ---- | ---- |
| -    | -    | 88   | 74   | 43   | 32   | 0    |

|  |